# Big Red Machine
Big Red Machine ist ein gemeinsames Projekt der US-amerikanischen Bandmusiker Justin Vernon und Aaron Dessner. 2018 hatten sie ihre ersten Erfolge mit dem unter dem Projektnamen veröffentlichten Debütalbum.

## Bandgeschichte
Gitarrist Aaron Dessner von The National und Sänger Justin Vernon von Bon Iver arbeiteten erstmals 2008 zusammen. Aaron Dessner stellte das Album Dark Was the Night, eine Benefiz-Compilation zugunsten der Red Hot Organization, gemeinsam mit seinem Bruder Bryce zusammen. Er schickte Vernon eine Instrumentalvorlage mit dem Titel Big Red Machine und sie nahmen gemeinsam den Song auf. Benannt ist er nach dem Spitznamen der Cincinnati Reds in ihrer dominierenden Zeit in den 1970ern, als sie zweimal die World Series im Baseball gewannen.
Es dauerte 10 Jahre, bis sich die beiden wieder zusammenfanden und beschlossen, unter diesem Namen ein gemeinsames Album aufzunehmen. Dabei arbeiteten sie mit bekannten Studiomusikern, aber unter anderem auch mit Richard Reed Parry von Arcade Fire und Phoebe Bridgers zusammen. Das Album Big Red Machine erschien Anfang September 2018. Es verpasste zwar den Einstieg in die offiziellen US-Albumcharts, stand aber auf Platz 1 der Heatseekers Charts und war in den Rock- und Folk-Charts erfolgreich. Offizielle Chartplatzierungen gelangen ihnen in Europa unter anderem in Großbritannien und der Schweiz.
Drei Jahre später fanden sie sich erneut zusammen und beschlossen, diesmal noch mehr Gastmusiker einzubeziehen. Unter anderem wirkten bei ihrem zweiten Album How Long Do You Think It’s Gonna Last? die Fleet Foxes, Lisa Hannigan, Ben Howard und Sharon Van Etten mit. Der Song Renegade mit Beteiligung von Taylor Swift erschien als Vorabveröffentlichung im Juli 2021 und kam in den USA und in England in die Charts. Im September stieg das Album auf Platz 82 der US-Albumcharts ein. Noch erfolgreicher war es in Europa, wo es unter anderem Top-20-Platzierungen in Deutschland, den Niederlanden und Belgien erreichte.

## Mitglieder
- Justin Vernon
- Aaron Dessner

## Diskografie
Alben
- Big Red Machine (2018)
- How Long Do You Think It’s Gonna Last? (2021)

Lieder
- No Time for Love Like Now (featuring Michael Stipe, 2020)
- Latter Days (featuring Anaïs Mitchell, 2021)
- The Ghost of Cincinnati (2021)
- Renegade (featuring Taylor Swift, 2021)
- Phoenix (featuring Fleet Foxes & Anaïs Mitchell, 2021)
- Mimi (featuring Ilsey, 2021)